# Francesco Foscari

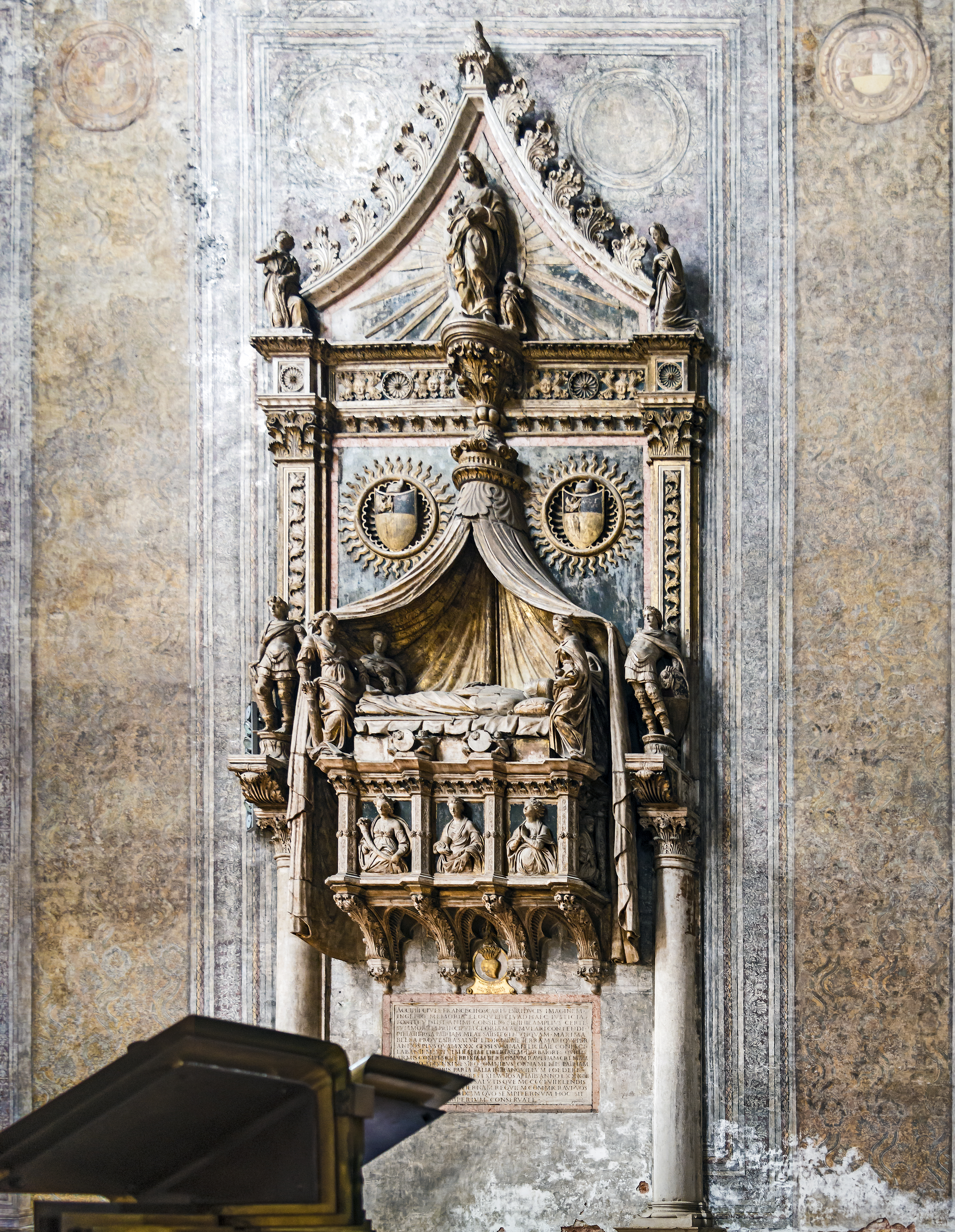
Foscaris grav.

Francesco Foscari, född 19 juni 1373, död 1 november 1457, var en venetiansk doge.
Foscari innehade dogeämbetet i Venedig från 1423. Han bidrog mycket till att Republiken Venedigs politik riktades mot det italienska fastlandet. Foscari förde krig mot Filippo Maria Visconti av Milano, som 1427 måste avstå Cremona, Bergamo och Brescia. 1433 utbröt ett krig på nytt, och Milano, som stöddes av Neapel och Mantua, kämpade i början framgångsrikt mot Venedig, som hade påven Eugenius IV, Florens och Genua som allierade. 
Från 1439 vände krigslyckan, och vid freden 1441 erhöll Foscari Peschiera med flera omgivande distrikt och bemäktigade sig kort därefter på ett svekfullt sätt Ravenna. Han stiftade ett stort norditalienskt förbund mot  Alfons V av Aragonien, kung av Neapel, (1443), men flera av Foscaris allierade gick efterhand över till fienden, och även om freden 1448 och 1454 (i Lodi) var fördelaktig, hade de ständiga krigen varit till stor skada för Venedig. De väckte också stort missnöje i Venedig och skaffade Foscari många fiender. 
Genom sjöröveriet i Adriatiska havet hade Foscari i osmanerna fått en mäktig fiende, som  erövrade flera av Venedigs besittningar. När Konstantinopel hade fallit blev Foscari 1453 tvungen att sluta en ofördelaktig fred med osmanernas sultan, för att kunna upprätthålla förbindelserna med Orienten. Foscaris motståndare, varav amiralen Loredano var den farligaste, begagnade sig av Foscaris motgångar för att 1457 avsätta dogen, som dog några dagar därefter. Dessförinnan hade Foscaris son dömts till landsförvisning. 
Foscari och hans sons öde har behandlats av Lord Byron i diktverket "The two Foscari". 